# Путь крестьянина
Путь крестьянина — упразднённый в 1976 году посёлок в Знаменском районе Тамбовской области. Входил в состав Покрово-Марфинского сельсовета.

## География
Находился к северу от деревни Ильинка, у небольшого водоёма, возле не существующих в XXI веке селений Садчиково, Каретовка (Коретовка), Марьино-Ольшанка.

## Топоним
На предвоенной карте СССР обозначена как Путевка, после войны на картах нет ни Путь крестьянина, ни Путевка. Как Putevka обозначено селение на немецкой военной карте и на американской послевоенной карте «Eastern Europa» серия N501 (Восточная Европа), созданной Army Map Service.

## История
Решением исполкома областного Совета от 15 апреля 1976 года № 199 посёлок исключён из перечня населённых пунктов области.

## Население
В 1932 году — 74 жителя.

## Инфраструктура
На предвоенной карте СССР возле селения обозначена школа.

## Транспорт
Просёлочные дороги до Садчиково, Ильинки, совхоза Виктория, Марьино-Ольшанка.